# Ніра Танден
Ніра Танден (англ. Neera Tanden; нар. 10 вересня 1970) — американська політична консультантка. Танден є президентом Центру американського прогресу, де вона працювала на різних посадах з 2003 року.
30 листопада 2020 року новообраний президент Джо Байден оголосив, що призначить її наступною директоркою Офісу менеджменту та бюджету.
Танден попросила зняти її з номінації після того, як сенатор Джо Менчін оголосив, що не голосуватиме за її підтвердження.

## Життєпис
Танден народилася в Бедфорді, штат Массачусетс, у сім'ї іммігрантів з Індії.
Отримала ступінь бакалавра мистецтв в Університеті Каліфорнії у Лос-Анджелесі (1992), закінчила Єльську школу права (1996).
Працювала над внутрішньою політикою на Капітолійському пагорбі, в аналітичних центрах, а також для різних демократичних сенаторських та президентських кампаній.